# اچ‌دی ۱۲۶۲۰۰
اچ‌دی ۱۲۶۲۰۰ یک ستاره است که در صورت فلکی گاوران قرار دارد.